# Stealth-Computerspiel
Ein Stealth-Computerspiel (engl. stealth = Heimlichkeit) oder auch Schleichspiel ist ein Computerspielgenre, bei dem heimliches Vorgehen den Spielverlauf prägt. Dabei kann es sich um 2D- oder 3D-Spiele handeln. Neben Action-Adventures sind Stealth-Computerspiele oft als Ego-Shooter bzw. Third-Person-Shooter aufgebaut, die dann Stealth-Shooter oder eingedeutscht Schleich-Shooter genannt werden.

## Merkmale

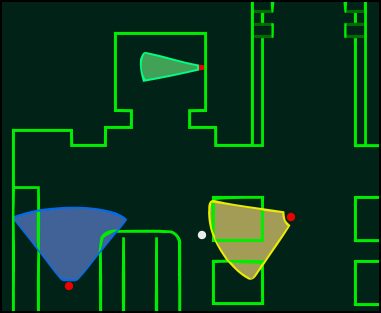
Schematische Darstellung der aktuellen Sichtweite, Blickrichtung der Gegner (rote Punkte) und der Spielerfigur (weißer Punkt) in der Metal-Gear-Solid-Serie

Stealth-Spiele zeichnen sich dadurch aus, dass die Gegner nicht im offenen Kampf konfrontiert werden. Stattdessen muss sich der Spieler unbemerkt an ihnen vorbeischleichen und sie möglichst lautlos aus dem Hinterhalt töten oder betäuben. Dafür stehen dem Spieler meistens verschiedene Möglichkeiten zur Verfügung sich zu tarnen, zu verkleiden oder zu verstecken. Oft lassen sich die Sichtbarkeit und der erzeugte Geräuschpegel des Spielers in einer Statusanzeige kontrollieren. Meistens gibt es zusätzliche Bewegungsmöglichkeiten wie langsames Schleichen oder Um-die-Ecke-Spähen, die ein heimliches Vorgehen erlauben.
Stealth-Spiele erfordern ein genaues Erkunden der Umgebung und eine behutsame Vorgehensweise und gehen meist mit einer spannenden Atmosphäre und Hintergrundgeschichte einher. Die Themen sind vielfältig. Es gibt Spiele wie Thief, bei denen man als Meisterdieb in einer fiktiven mittelalterlichen Welt agiert, Spionage-Thriller wie Metal Gear Solid oder Tom Clancy’s Splinter Cell, oder auch Spiele wie No One Lives Forever, die im Stil einer Komödie gehalten sind.

## Vertreter
Bekannte Spiele und Spielereihen:
- Alien: Isolation (2014)
- Assassin’s-Creed-Reihe (2007)[3]
- Call of Cthulhu: Dark Corners of the Earth (2006)
- Castle Wolfenstein (1981), 2D-Schleich-Shooter[3][4]
- Chameleon (2005)
- Commandos-Reihe (ab 1998)[3]
- Death to Spies (2007)
- Desperados-Reihe (ab 2001)
- Deus-Ex-Reihe (2000)[5][3]
- Dishonored-Reihe (2012)[6][3]
- Hitman-Reihe (seit 2000)[3]
- Manhunt (2003)[3]
- Mark of the Ninja (2012)[7]
- Metal Gear (1987), 2D-Stealth-Computerspiel[3]
- Metal-Gear-Solid-Reihe (1998–2015)
- No One Lives Forever (2000)[3]
- Outlast (2013)
- Outlast 2 (2017)
- Payday 2 (2013)
- Project I.G.I.: I'm Going In (2000)
- Shadow Tactics: Blades of the Shogun (2016)
- Sly Cooper (Reihe ab 2003)[3]
- Sniper-Elite-Reihe
- Sniper: Ghost Warrior (2008)
- Tenchu (1998), erstes 3D-Stealth-Computerspiel
- The Chronicles of Riddick: Escape from Butcher Bay (2004)[3]
- Thief-Reihe (ab 1998)[8][3]
- Tom-Clancy’s-Splinter-Cell-Reihe (2002), Third-Person-Shooter[3]
- Watch Dogs (2014)
- XIII (2003)

## Belege
1. ↑  Heimlich, still und leise - In diesen Schleichspielen wollen die Helden unentdeckt bleiben - mit Leser-Vorschlägen auf www.videogameszone.de vom 15. April 2013, abgerufen am 18. April 2013.
2. ↑  Martin Bayer: That’s the War (we like it), Computerspiele und die Wahrnehmung des Krieges, S. 143 ff., in "Wahrheitsmaschinen": Der Einfluss technischer Innovationen auf die Darstellung und das Bild des Krieges in den Medien und Künsten, Hrsg. Claudia Glunz, Thomas F. Schneider, ISBN 978-3-89971-590-3
3. 1 2 3 4 5 6 7 8 9 10 11 12 13  Video: Die Geschichte der Schleichspiele, von Metal Gear bis zur Moderne auf www.gameswelt.tv vom 18. November 2012
4. ↑  Sinclair ZX Spectrum, Volkscomputer mit Gummihaube auf www.focus.de vom 8. September 2010, Zitat in der Bildunterschrift: Eines der ersten Schleichspiele mit Spionage-Touch war „Saboteur“. Wurde der Held entdeckt, beging er in einem Akt der Selbstaufopferung Seppuku., abgerufen am 18. April 2013
5. ↑  Gamescom: Deus Ex, Mickey und Sackboy lassen dem Spieler die Qual der Wahl auf heise.de vom 20. August 2010, abgerufen am 18. April 2013.
6. ↑  Gamescom: Dishonored ragt aus der Flut an Sequels heraus auf heise.de vom 19. August 2011, abgerufen am 18. April 2013
7. ↑  Mark of the Ninja Test: Schattenkrieg in Perfektion auf gamestar.de vom 25. Oktober 2012, abgerufen am 28. März 2015
8. ↑  "Thief": Erster Trailer läutet Rückkehr des Meisterdiebs ein auf standard.at, vom 2. April 2013, abgerufen am 18. April 2013